# Čakovci
Čakovci su naselje u zapadnom Srijemu, 14 km južno od Vukovara. Nalaze se u Vukovarsko-srijemskoj županiji, u općini Tompojevci. Sjedište su poštanskog ureda, broja 32238. Većinski stanovnici Čakovaca su Hrvati sa značajnim udjelom Mađara koji su nekada bili većinski narod.

## Povijest
Kontinuirana naseljenost ovoga naselja može se pratiti još od Srednjeg vijeka. Papisnki izaslanik dva puta dolazi u naselje i to prvi puta 1333., a zatim i 1335. godine. U izvorima iz razdoblja 15. stoljeća naselje se spominje u starijoj mađarskoj verziji imena Chak.
Do 1991. godine Čakovci su se zvali Sremski Čakovci.
Tijekom Domovinskoga rata u Čakovcu je ubijeno 13 osoba.

## Stanovništvo
| broj stanovnika | 540   | 896   | 924   | 1002  | 983   | 895   | 951   | 964   | 929   | 1023  | 1100  | 934   | 837   | 749   | 469   | 367   | 264   |
|                 | 1857. | 1869. | 1880. | 1890. | 1900. | 1910. | 1921. | 1931. | 1948. | 1953. | 1961. | 1971. | 1981. | 1991. | 2001. | 2011. | 2021. |

## Obrazovanje
- OŠ Čakovci (8 razreda)

## Šport
U Čakovcima je od 1946. godine postojao nogometni klub Srem. U nekim izvorima se spominje i nogometni klub Zadrugar, ali nije jasno je li riječ o istom klubu ili su postojala dva nogometna kluba. 1998. godine, nakon mirne reintegracije, osnovan je NK Čakovci, ali on više nije aktivan.